# Fábián István (sportújságíró)
Fábián István (Sarkad, 1946. február 19. – 2024. július 8. vagy előtte) magyar sportújságíró. 

## Életpályája
Sarkadon született, de gyermekéveit Gyulán töltötte. Kezdetben vízműtechnikus volt és közben a Gyulai Hírlap külső munkatársaként is dolgozott. 1969-től 2007-es nyugdíjba vonulásáig 38 éven át a Békés Megyei Hírlap (Békés Megyei Népújság, Békéscsaba) munkatársa, sportrovatvezetője és főmunkatársa volt. A Magyar Rádió, a Magyar Televízió, majd a Szabad Európa Rádió és a Magyar Katolikus Rádió külső munkatársaként tevékenykedett. A Nemzeti Sportot 28 évig tudósította.
1985-től a Magyar Újságírók Országos Szövetségének a Sportújságíró Tagozat vezetőségi tagja, illetve a MOB tagja volt.

## Főbb művei
- Hol sportolhatnak, mit sportolhatnak a megye fiataljai. Békés megye A és B kategóriás szakosztályai; szerk. Fábián István, Jávor Péter, Marik Lászlóné; Békés Megyei Tanács, Békéscsaba, 1988

## Díjai, elismerései
- Magyar Népköztársasági Sportérdemérem, bronz fokozat (1984)
- MOB-médiadíj (2005)
- a Magyar Rádió nívódíja (2005)
- Életműdíj (Magyar Sportújságírók Szövetsége) (2009)
- Aranytoll (2010)